# Benjamin Hawkins (Politiker)

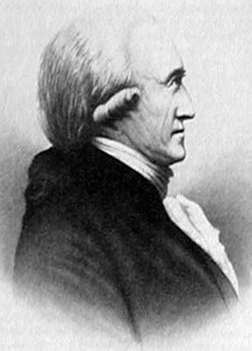
Benjamin Hawkins

Benjamin Hawkins (* 15. August 1754 im Granville County, Province of North Carolina; † 6. Juni 1816 im Crawford County, Georgia) war ein britisch-amerikanischer Politiker. Zwischen 1789 und 1795 vertrat er den Bundesstaat North Carolina im US-Senat.

## Werdegang
Benjamin Hawkins wuchs noch während der britischen Kolonialzeit auf. Er wurde in die Pflanzer Elite seiner Heimat hineingeboren und war in späteren Jahren neben seinen politischen Tätigkeiten auch in diesem Bereich tätig. Er besuchte die öffentlichen Schulen seiner Heimat und war dann Student am College of New Jersey, der heutigen Princeton University. Dabei erlernte er zumindest die Grundzüge der französischen Sprache. In den 1770er Jahren schloss er sich der amerikanischen Revolution an. Aufgrund seiner Französisch Kenntnisse wurde er in der Anfangsphase des Amerikanischen Unabhängigkeitskriegs von George Washington als Dolmetscher in dessen Stab berufen. Dort verblieb er bis Ende 1777, als er durch den Marquis de La Fayette abgelöst wurde.
Nach dem Ende seiner Zeit im Stab von General Washington kehrte Hawkins in seine Heimat zurück, wo er in den Jahren 1778 und 1779 und nochmals 1784 im Staatsrepräsentantenhaus saß. Im Jahr 1780 wurde er mit der logistischen Verteidigung des Staates North Carolina durch die Beschaffung von Waffen und Munition betraut. Zwischen 1781 und 1783 sowie im Jahr 1787 war er Mitglied im Kontinentalkongress. 1785 war er Unterhändler bei Verhandlungen mit den Creek und Cherokee Indianern. Später gehörte er der Versammlung an, die Verfassung der Vereinigten Staaten für seinen Staat ratifizierte.
Bei den im Jahr 1789 abgehaltenen ersten Kongresswahlen in North Carolina wurde Benjamin Hawkins als Kandidat der Anhänger der Politik des inzwischen zum Präsidenten gewählten George Washington in den US-Senat gewählt, wo er am 8. Dezember 1789 sein Mandat antrat (Pro-Administration). Etwa seit 1793 wechselte er zum gegnerischen Lager (Anti-Administration). Hawkins verblieb bis zum Ende seiner Amtszeit am 3. März 1795 im Senat. Im Jahr 1796 wurde er von Präsident Washington zum Indianeragenten der Bundesregierung für alle Gebiete südlich des Ohio Rivers ernannt. Dieses Amt bekleidete er bis zu seinem Tod. Dabei lebte er im Crawford County in Georgia. Dort betrieb er auch mit Hilfe von Sklaven eine Plantage. Außerdem wurde er in der Viehzucht tätig. Es gelang ihm durch eine geschickte Politik den Frieden mit den Indianern für längere Zeit zu sichern. Erst im Zusammenhang mit dem Britisch-Amerikanischen Krieg von 1812 kam es auch zum sogenannten Creek-War, der im August 1814 nach dem Sieg von General Andrew Jackson mit dem Vertrag von Fort Jackson endete. Solange der Krieg gegen die Briten weiterging versuchte Hawkins Creek Indianer als Verbündete gegen die Engländer zu gewinnen. Er starb am 6. Juni 1816 im Crawford County in Georgia.
Benjamin Hawkins war der Onkel des Kongressabgeordneten Micajah Thomas Hawkins (1790–1858).